# سانتياجو بوتيرو
سانتياجو بوتيرو (بالإسبانية: Santiago Botero) مواليد 27 أكتوبر 1972 في ميديلين، هو دراج كولومبي سابق في صنف سباق الدراجات على الطريق. سبق أن شارك في دورة الألعاب الأولمبية الصيفية.

## سجل النتائج

### سباقات أو مراحل فاز بها
- طواف فرنسا
- طواف إسبانيا
- بطولة العالم لسباق الدراجات على الطريق

### المراكز
- حقق المركز الـ 7 في سباق طواف فرنسا 2000
- حقق المركز الـ 8 في سباق طواف فرنسا 2001
- حقق المركز الـ 18 في طواف إسبانيا 2001
- حقق المركز الـ 4 في سباق طواف فرنسا 2002

## روابط خارجية
- سانتياجو بوتيرو على موقع الاتحاد الدولي للدراجات (الإنجليزية)
- سانتياجو بوتيرو على موقع أرشيف الدراجات (الإنجليزية)
- سانتياجو بوتيرو على موقع إحصائيات الدراجات الإحترافية (الإنجليزية)
- سانتياجو بوتيرو على موقع نسبة الدراجات (الإنجليزية)
- سانتياجو بوتيرو على موقع CycleBase (الإنجليزية)
- سانتياجو بوتيرو على موقع أوليمبيديا (الإنجليزية)